# La Grande Dame
La Grande Dame est une drag queen française, également mannequin, née en 1999 à Nice, principalement connue pour sa participation à la première saison de Drag Race France.

## Jeunesse et débuts
La Grande Dame, Yann de son prénom, naît en 1999 à Nice et grandit à Toudon, dans les Alpes-Maritimes, en Provence-Alpes-Côte d'Azur. Il étudie le design au lycée Henri-Matisse de Vence, puis commence le drag pendant ses études supérieures en commerce international,,. Selon ses propres déclarations, il quitte le foyer familial à l'âge de 14 ans. Il vit d'abord chez son frère et sa sœur, puis est placé en famille d'accueil à l'âge de 16 ans.
Il quitte Nice pour Paris en 2018 après une agression homophobe,,.

## Carrière
Yann commence le drag à l'âge de 18 ans et choisit comme nom de scène « La Grande Dame » en raison de sa grande taille (1,97 m) et en hommage à l'entreprise de vins et spiritueux de sa famille.
En février 2020, Jean-Paul Gaultier choisit La Grande Dame pour son défilé d'adieu haute couture printemps-été 2020 au Châtelet,. Ses tenues sont mises en avant par des ouvrages portant sur la thématique du drag et du maquillage,.
Le 2 juin 2022, La Grande Dame est annoncée comme l'une des dix candidates de la première saison de Drag Race France présenté par Nicky Doll, où elle se place finaliste le 11 août avec Soa de Muse face à Paloma,,. Durant la compétition, elle gagne un maxi challenge et deux mini challenges.
Depuis, elle vit du métier de drag queen. Elle défile lors de la Semaine de la mode de Paris pour Victor Weinsanto, Kevin Germanier et Louis-Gabriel Nouchi,,,. Elle apparait le 23 août 2022 dans Mask Singer aux côtés du Dalmatien en tant que danseuse. Elle participe également à la Semaine de la mode de Paris.
En 2024, elle participe à la deuxième saison de l'émission britannique RuPaul's Drag Race: UK vs The World, où elle finit également finaliste. La même année, elle apparaît sur la scène des Folies Bergère, à la cérémonie des Molières en compagnie de Régis Laspalès.
Au printemps 2024, La Grande Dame travaille sur un album dont la pochette doit être réalisée par le designer suisse Kevin Germanier.

## Filmographie

### Cinéma
- 2022 : Paloma d'Hugo Bardin (court métrage) : elle-même
- 2022 : Trois nuits par semaine de Florent Gouëlou : Jurée au Drag Olympus

### Télévision
- 2021 : Emily in Paris, saison 2, épisode 1 Voulez-vous coucher avec moi ? d'Andrew Fleming (série télévisée) : Drag Queen
- 2022 : On est en direct (émission du 4 juin 2022)
- 2022 : C à vous (émission du 15 juin 2022)
- 2022 : Mask Singer (émission du 23 août 2022)
- 2022 : Drag Race France (saison 1): candidate, seconde place
- 2024 : RuPaul's Drag Race: UK vs The World (saison 2): candidate, troisième place

### Clip
- 2024 : Dada réalisé par Laetitia Desnous et James MacIver : la Grande Dame
- 2024 : Parfum Orange réalisé par Christopher Barraja : la Grande Dame

## Discographie
| Année | Titre                                            | Artiste          | Album  |
| ----- | ------------------------------------------------ | ---------------- | ------ |
| 2022  | Boom Boom (Les sœurs Jacquettes)[réf. souhaitée] | Drag Race France | Single |
| 2022  | Action[réf. souhaitée]                           | La Grande Dame   | Single |
| 2024  | Accords                                          | La Grande Dame   | Single |
| 2024  | Dada                                             | La Grande Dame   | Single |
| 2024  | Parfum orange                                    | La Grande Dame   | Single |